# Meike Krögerová
Meike Krögerová (* 21. července 1986, Berlín) je bývalá německá atletka, výškařka, která závodila za atletický oddíl LG Nord Berlín. Jejím největším úspěchem je finálová účast na světovém šampionátu v Berlíně v roce 2009, kde skončila na 11. místě (187 cm).
Kvalifikovala se též do finále na halovém mistrovství Evropy v Turíně 2009. Vinou zranění se však finále nezúčastnila. 28. února 2010 v Karlsruhe na halovém mistrovství Německa poprvé v kariéře překonala dvoumetrovou hranici. Na halovém MS 2010 v katarském Dauhá neprošla kvalifikací. Atletickou kariéru ukončila ze zdravotních a psychických důvodů v roce 2012.
Vystudovala architekturu na technické univerzitě v Berlíně.

## Osobní rekordy
- hala – 200 cm – 28. února 2010, Karlsruhe
- venku – 193 cm – 4. července 2009, Ulm